# Maria Byrdy
Maria Byrdy (ur. 5 stycznia 1910 w Białej Krakowskiej, zm. 4 listopada 1997) – polska lekarka, założycielka Zakładu Medycyny Sądowej Akademii Medycznej w Białymstoku, wieloletni nauczyciel akademicki, doktor honoris causa Akademii Medycznej w Białymstoku.
Jej ojciec zginął na froncie I wojny światowej w szeregach armii austriackiej. Od roku 1929 studiowała na Wydziale Lekarskim Uniwersytetu Jagiellońskiego w Krakowie (w czasie wakacji pracowała jako pielęgniarka w Zakładzie Przeciwjagliczym w Witkowicach i w Zakładzie Leczniczym dla dzieci z gruźlicą kości w Zakopanem), uzyskując tam 17 września 1936 dyplom lekarza. W Szpitalu Bonifratrów w Krakowie oraz w Szpitalu Śląskim w Cieszynie odbyła praktykę lekarską, a następnie w 1937 podjęła pracę w Zakładzie Medycyny Sądowej Uniwersytetu Jagiellońskiego na stanowisku młodszego asystenta. Rozprawą pt. „Zmiany anatomiczne tarczycy w przypadku śmierci z oparzenia” uzyskała w styczniu 1939 doktorat. Później podjęła pracę w Klinice Chorób Wewnętrznych UJ, a po wybuchu wojny w Zakładzie Medycyny Sądowej w Krakowie. Po wojnie w tym samym zakładzie pracowała na stanowisku starszego asystenta, a następnie adiunkta. W 1954 uzyskała stopień docenta, a w listopadzie tego roku przyjechała do Białegostoku, gdzie objęła stanowisko Kierownika Katedry i Zakładu Medycyny Sądowej miejscowej Akademii Medycznej.
Była członkiem Polskiego Towarzystwa Lekarskiego oraz Zarządu Głównego Polskiego Towarzystwa Medycyny Sądowej i Kryminologii, a od 1976 roku – członkiem Académie Internationale de Médecine Légale et de Médecine Sociale.
Prof. Maria Byrdy wydała opinię sądowo-lekarską w sprawie okoliczności śmierci księdza Jerzego Popiełuszki w roku 1984, zaś jej treść została poddana krytyce.
1 czerwca 1990 otrzymała tytuł doktora honoris causa Akademii Medycznej w Białymstoku, a w 1992 senat Uniwersytetu Jagiellońskiego w Krakowie odnowił jej dyplom lekarza. W 1995 za pionierskie prace w dziedzinie medycyny sądowej otrzymała medal profesora Kitasato z Japonii.